# Verwaltungsgebäude Landeshäuser Straße 12
Das ehemalige Verwaltungsgebäude Landeshäuser Straße 12 (Hadler Landeshaus) in der niedersächsischen Samtgemeinde Land Hadeln, Gemeinde Otterndorf im Landkreis Cuxhaven, stammt vom Ende des 18. Jahrhunderts. Aktuell (2024) wird es als Wohnhaus genutzt.
Das Gebäude steht unter Denkmalschutz (siehe auch Liste der Baudenkmale in Otterndorf).

## Geschichte und Beschreibung
Otterndorf war der Hauptort des Landes Hadeln. 1400 erhielt er von Herzog Erich von Sachsen-Lauenburg das Stadtrecht. Die Landeshäuser Straße bildet eine Stadterweiterung des 17. Jahrhunderts nördlich der Haupterschließung von Marktstraße, Rathausplatz und Kirchplatz mit giebelständigen Häusern. Auf dem Grundstück befand sich als Vorgängerbau der erste feste Versammlungsort der Hadler Stände, die bereits ab 1620 tagten.
Das zweigeschossige giebelständige Gebäude in Fachwerk mit Steinausfachungen und in Stockwerkbauweise sowie mit ziegelgedecktem Satteldach wurde 1786 (Inschrift) gebaut und ersetzte den Vorgängerbau als Landeshaus („Landesparlament“) und Versammlungsort der Hadler Stände. 1901 wurde die Straßenfassade massiv in Backstein umgestaltet mit zwei geschossteilenden Steingesimsen und segmentbogigen Öffnungen. Es wurde zum Wohn- und Geschäftshaus umgebaut, in dem auch die Hadler Sparkasse (ab 1837) und eine Gastwirtschaft untergebracht waren sowie von 1885 bis 1933 der Hadler Kreistag stattfand. 1933 wurde das Haus privatisiert. Der rückseitige Fachwerkgiebel wandelte sich mehrfach.

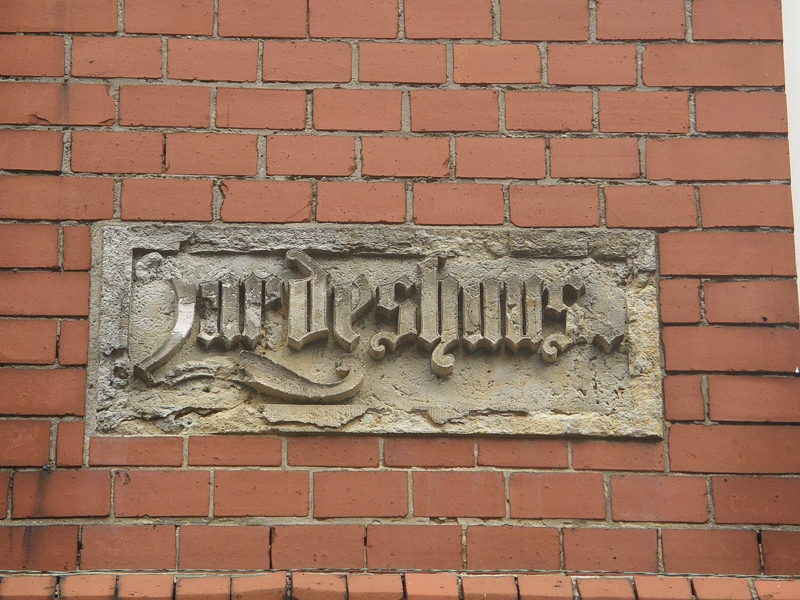

Das Landesdenkmalamt befand u. a.: „… Bedeutung des heute als Wohnhaus genutzten Gebäudes Landeshäuser Straße 12 liegt in seiner Vergangenheit als erster fester Versammlungsort der Hadler Stände …“